# Lypha setigena
Lypha setigena là một loài ruồi trong họ Tachinidae.